# Ahlen (Adelsgeschlecht)

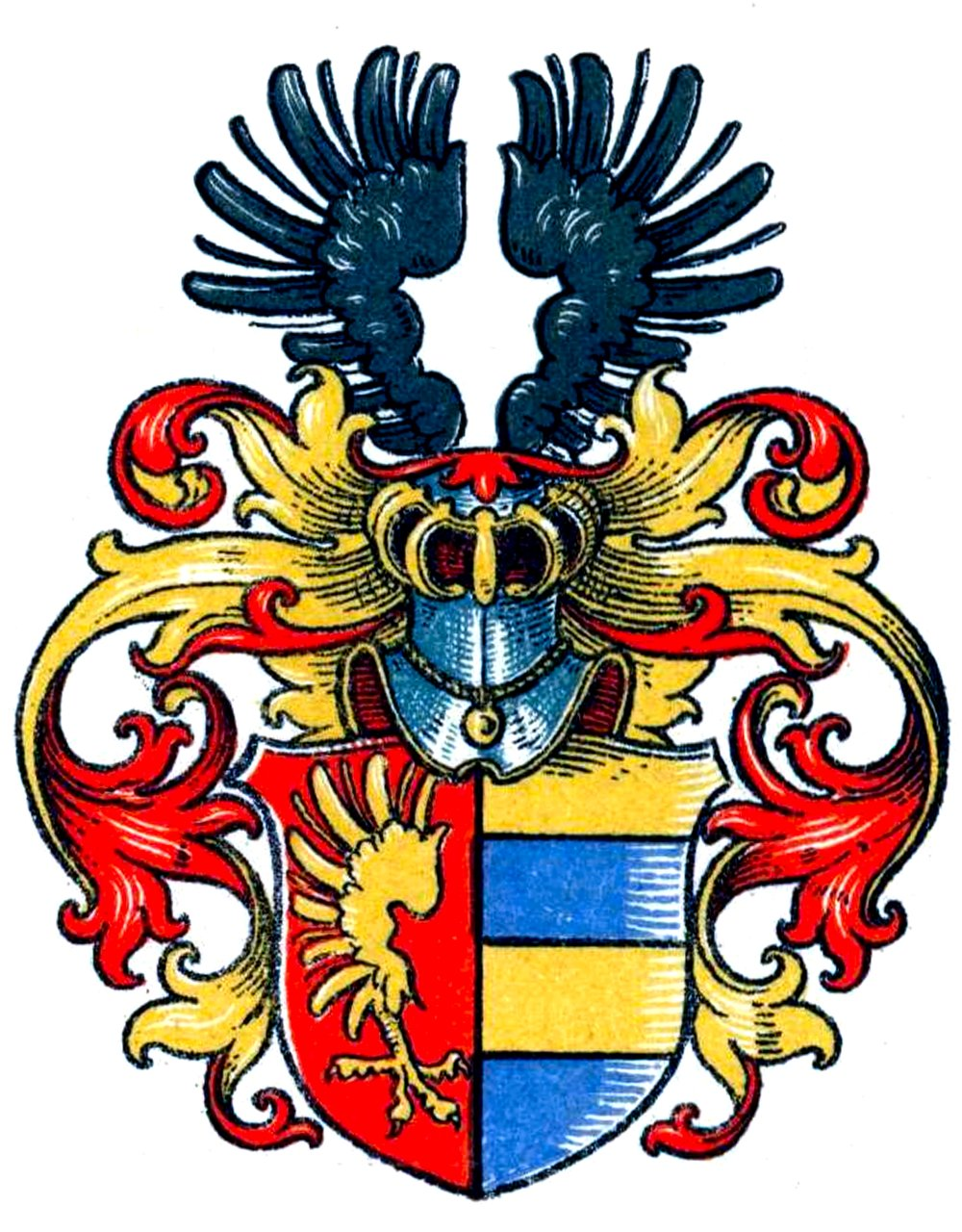
Stammwappen derer von Ahlen

Die Herren von Ahlen (in alten Quellen auch Alen oder Allen) waren ein altes, livländisches Adelsgeschlecht mit westfälischen und hanseatischen Wurzeln.

## Geschichte
Angesichts des Namens wird eine Herkunft aus dem westfälischen Ahlen angenommen. Im 14. Jahrhundert kam ein Zweig der Herren von Ahlen nach Lübeck, Diderich von Alen war 1303 bis 1325 Mitglied der Zirkelgesellschaft und Rat zu Lübeck. Die Familie besetzte über mehr als 100 Jahre fast durchgehend einen, zeitweise sogar drei Senatorenposten im Lübecker Rat.

## Persönlichkeiten
Folgende Persönlichkeiten haben in Lübeck wichtige Positionen eingenommen:
- Thideman von Ahlen († 1325), Lübecker Ratsmitglied 1301–1325, 1307 und 1308 Überbringer des von Lübeck an den dänischen König Erik VI. Menved zu zahlenden Schutzgeldes.
- Heinrich von Ahlen (Hinrik van Alen) († 1327), Lübecker Ratsmitglied 1322–1327.
- Everhard von Ahlen († 1342), Lübecker Ratsmitglied 1328–1342, 1340 Bürgermeister, Sohn von Everhard von Ahlen und Gertrud van Warendorp.
- Thideman von Ahlen († 1354), Lübecker Ratsmitglied 1327–1354, Lübecker Kämmereiherr 1341 und 1343, verheiratet mit Margarete van Pleskow.
- Heinrich von Ahlen (Hinrik van Alen) († 1350), Lübecker Ratsmitglied 1332–1350, Sohn von Johann von Ahlen.
- Holt (oder Holto) von Ahlen († 1367), Lübecker Ratsmitglied 1356–1367, ab 1365 Verwalter der Burg Segeberg, Sohn von Everard von Ahlen († 1342) und Enkel von Thideman von Ahlen († 1325), verheiratet mit Gertrud Westfal.
- Konrad von Ahlen (Cord van Alen) († 1410), Lübecker Ratsmitglied 1387–1408, Mitglied der Zirkelgesellschaft, Sohn von Holt von Ahlen und Gertrud Westfal, ist mit dem Alten Rat aus der Stadt ausgezogen. 1396 war er Befehlshaber im Krieg der Städte Lübeck, Hamburg und Lüneburg. 1404 war er Befehlshaber lübischer Schiffe vor Jütland.

## Wappen
Das Wappen ist gespalten. Rechts in Rot goldene Flügelklaue nach links greifend, links von Gold und Blau vier Mal geteilt. Auf dem Helm ein offener schwarzer Flug. Die Helmdecke in rot-gold.